# Frittata ai tartufi
La frittata ai tartufi è un piatto tradizionale umbro e istriano.

## Preparazione
Nella sua variante tradizionale umbra, la specialità viene preparata grattugiando un tartufo nero di Norcia che viene incorporato in un amalgama con uova e latte. Durante la cottura, che avviene in una padella imburrata, l'interno della frittata deve rimanere tenero.
In Istria, ove viene mangiata a colazione o come spuntino, la fritaja con il tartufo contiene formaggio grattugiato e prezzemolo.